# Osiedle Na Stoku
Osiedle Na Stoku – osiedle w Krakowie, w Dzielnicy XVII Wzgórza Krzesławickie, niestanowiące jednostki pomocniczej niższego rzędu w ramach dzielnicy.
Jedno z później wybudowanych osiedli nowohuckich. Początkowo miało stać się miejscem, gdzie mieszkali sami najbardziej zasłużeni dla budowania Nowej Huty, jednakże z czasem przekształciło się w dostępny dla wszystkich obszar, gdzie wzniesiono wiele bloków mieszkalnych. Osiedle ulokowane zostało na jednym ze zboczy Wzgórz Krzesławickich, najwyżej położonych wzniesień Krakowa. Ze względu na swe walory widokowe i czyste powietrze jest bardzo cenionym miejscem zamieszkania. W końcu lat 70. i w latach 80. zbudowano na Stokach tak zwane „osiedle Domków Jednorodzinnych”, a także jeden z najdłuższych bloków w Krakowie znajdujący się przy ul. Sándora Petőfiego (10–26).

## Galeria

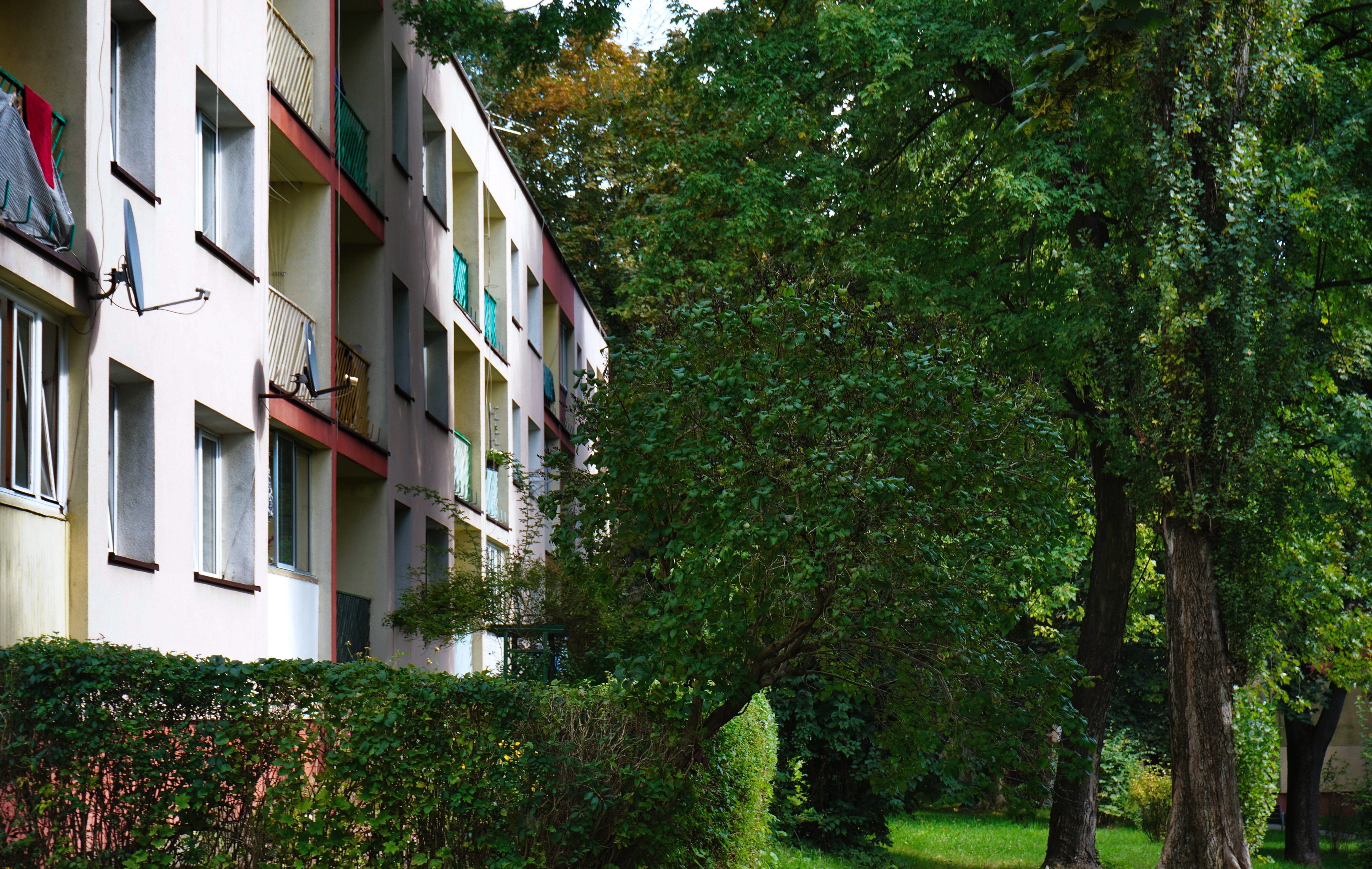
Wnętrze osiedla os. Na Stoku 26
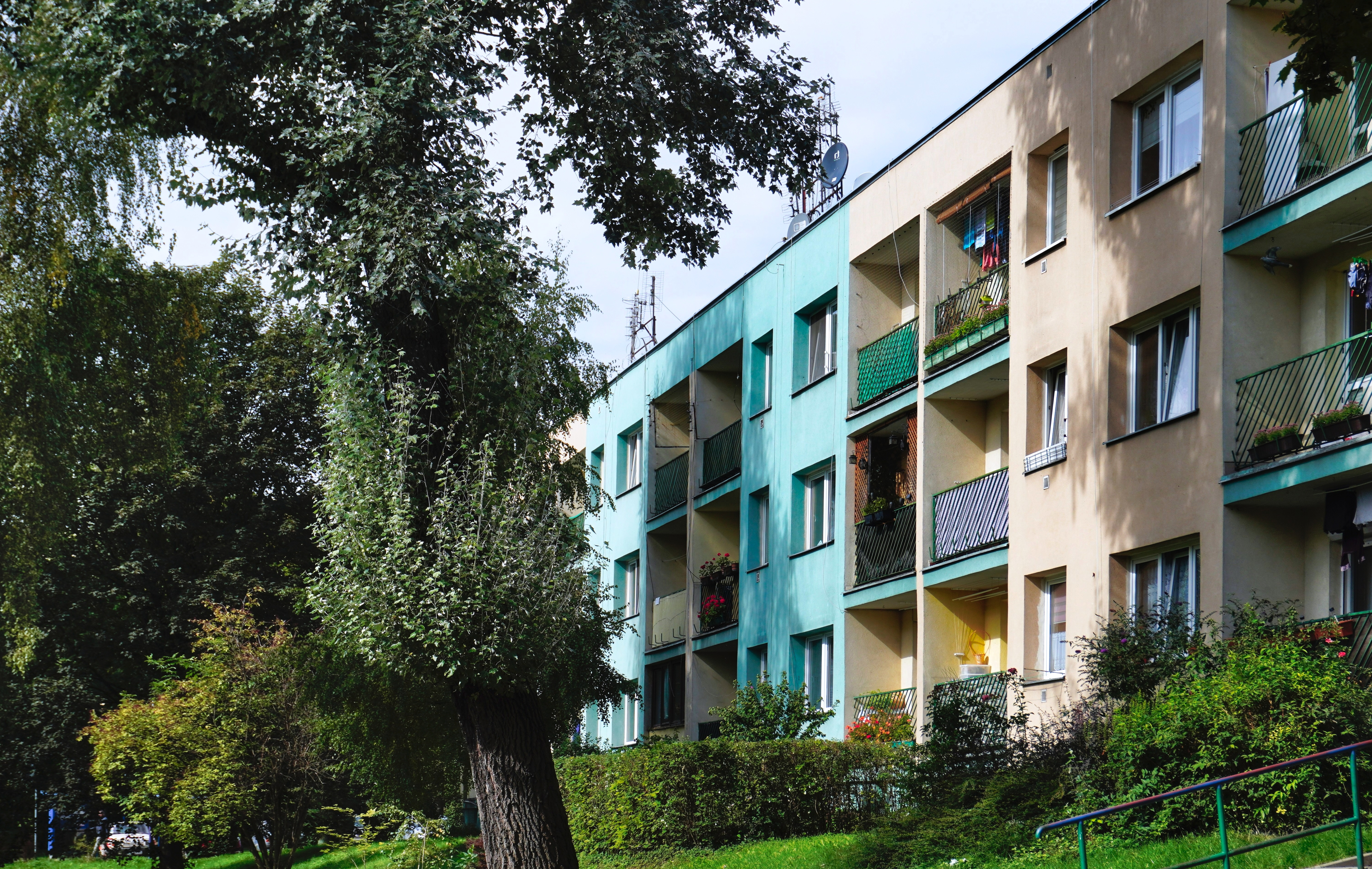
Wnętrze osiedla os. Na Stoku 27
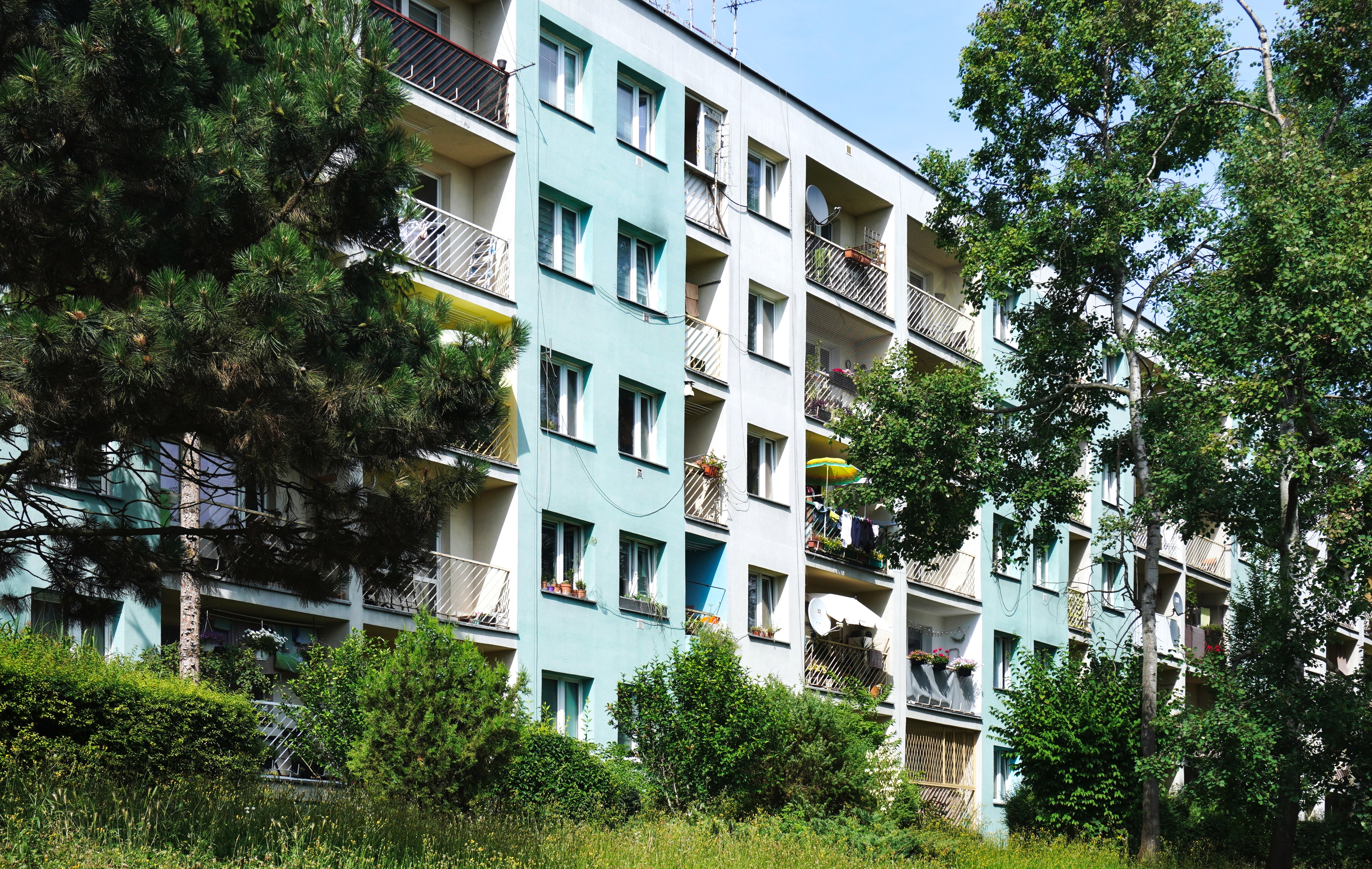
Wnętrze osiedla os. Na Stoku 14
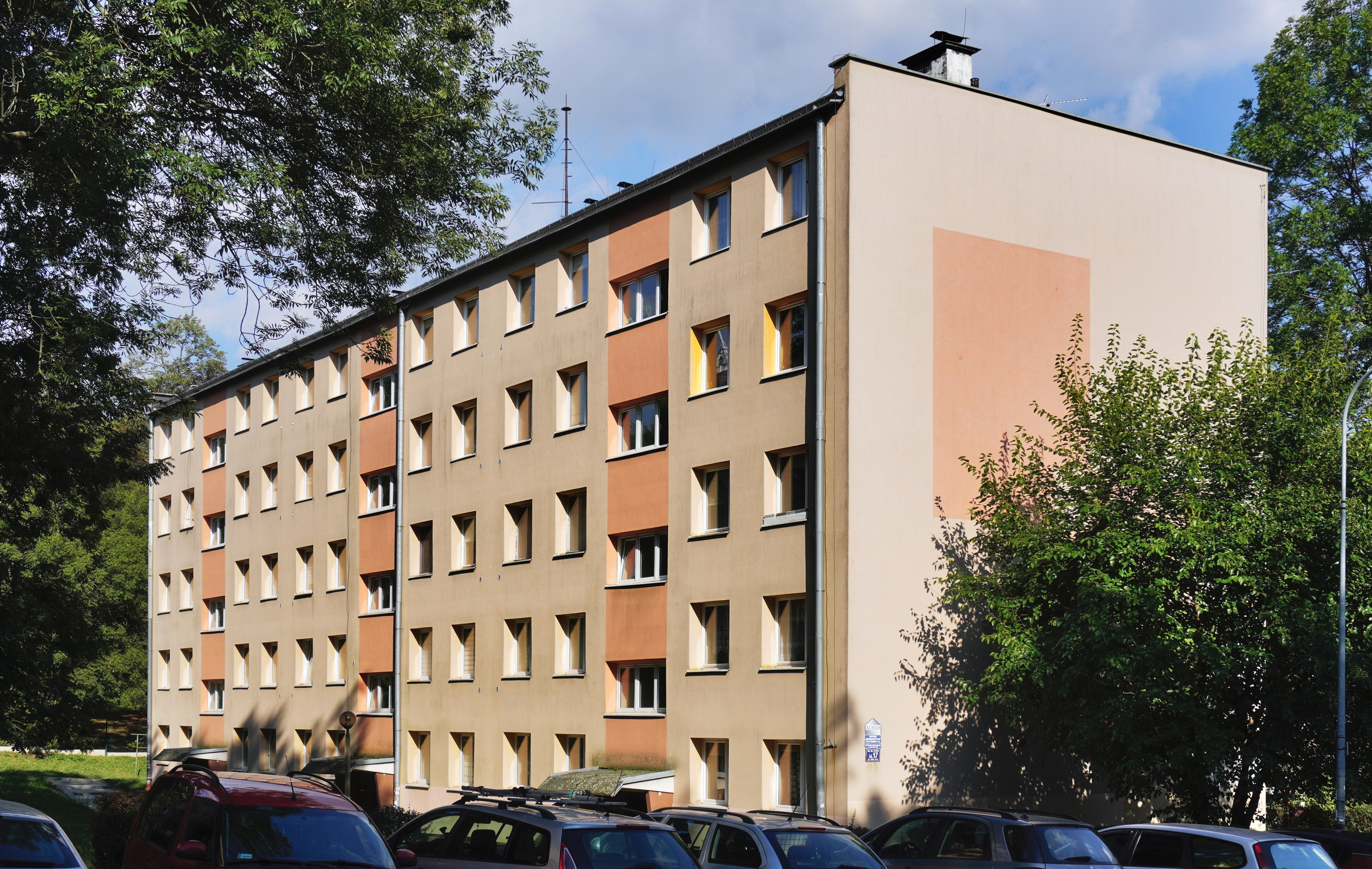
Wnętrze osiedla os. Na Stoku 17
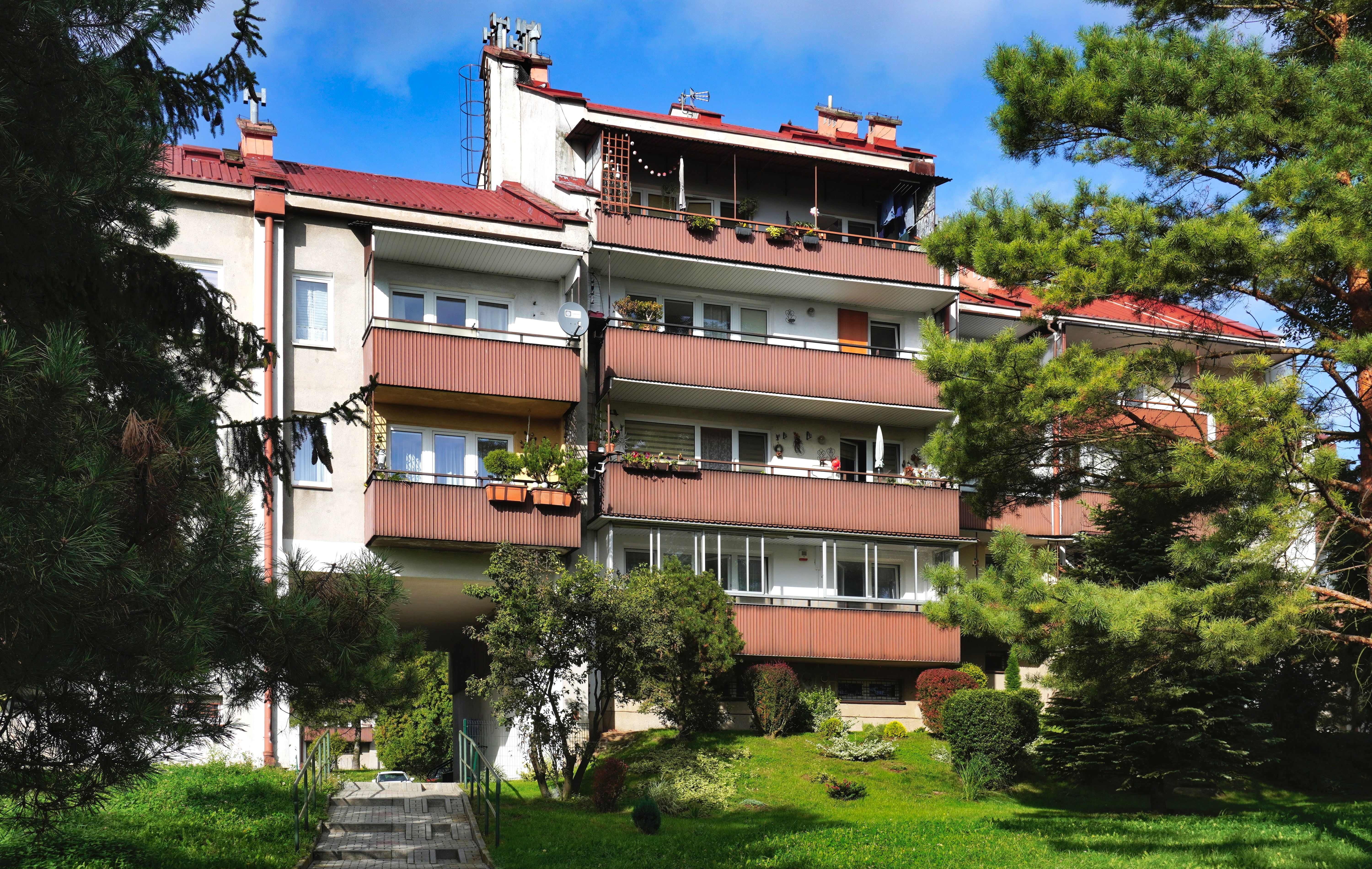
Wnętrze osiedla blok przy ul. Sándora Petőfiego 28–32